# Линдон (Средиземье)
Линдон (англ. Lindon) — географическая область и одноимённое эльфийское королевство Средиземья со столицей в городе Митлонд.
Линдон — остатки земель Оссирианда, существовавшего в Первую Эпоху; после затопления Белерианда, так назывались все земли к западу от Синих Гор, что ещё оставались над водой. Население состояло из синдар (в Харлиндоне), фалатрим и нолдор Дома Финголфина (в Форлиндоне).

## География
До Войны Гнева, название Линдон носил регион Белерианда — Оссирианда. Название, «Земля Музыки», было дано тем землям из-за населявших её эльфов-лаиквенди, песни которых разносились далеко за реку Гелион.
После затопления Белерианда, побережье пролегло по восточному берегу реки Гелион. Часть Эред Луин обрушилась и с запада на восток простёрся Залив Лун, уходящий к западной границе Эриадора. Северная часть (Форлиндон) покрылась лесом, который подступал к самому океану, южная часть (Харлиндон) оставалась менее лесистой.

## История
В 1 В. Э., Верховный Король нолдор-изгнанников, Гил-галад, со своими подданными поселился в северной части Линдона — Форлиндоне. В то же время, на юге Линдона (Харлиндоне) поселился народ синдар во главе с Келеборном и его супругой, Галадриэль. В этот же год была основана гавань, откуда эльфы уплывали в Аман — Митлонд.
Впоследствии, некоторые из нолдор покинули Форлиндон и ушли в Эриадор, где было основано королевство Келебримбора, Эрегион.
В 600 В. Э. Вэантур первым из нуменорцев достиг Средиземья и вошёл в залив Лун. С того времени началась дружба нуменорцев и эльдар Линдона. Внук Веантура и принц Нуменора, Алдарион, также стал другом Гил-галада. Когда Саурон начал набирать силу в Средиземье, Гил-галад направил отцу Алдариона, королю Тар-Менельдуру, письмо (882 В. Э.), в котором просил его оказать помощь в борьбе против Саурона. Менельдур передал власть сыну и Алдарион многие годы помогал Гил-галаду, однако его дочь, взойдя на трон, разорвала отношения с эльфами.
В 1200 В. Э., выдавая себя за посланника Валар, Саурон попытался войти в доверии к Гил-галаду, но тот не позволил ему появиться в Линдоне. Однако Келебримбор и его народ пустили Саурона в Эрегион, желая постичь великие знания для улучшения своего мастерства. Под влиянием Саурона, эльфы создали Кольца Власти, но замысел Властелина Тьмы был раскрыт, и он пошёл войной на Эрегион, чтобы отобрать Кольца. Эрегион вскоре пал, но два из трёх эльфийских колец были уже в Линдоне у Гил-галада, а одно у Галадриэли. Уничтожив Эрегион, Саурон двинул свои орды на Линдон и ему почти удалось его захватить. Своевременная помощь пришла от нуменорцев, которых загодя Гил-галад призвал на помощь.
Саурон поклялся отомстить нуменорцами и в итоге осуществил свой план, уничтожив королевство в 3319 В. Э. Тем не менее, некоторым нуменорцам удалось спастись и Гил-галад встретил в Линдоне корабли Элендиля. Саурон также выжил и вернувшись, атаковал сыновей Элендиля, основавших на востоке королевство Гондор. В 3430 В. Э. был заключен Последний Союз, который со стороны эльфов первым поддержал Гил-галад. Множество эльдар Линдона погибло на войне, и прежнее население края так и не восстановилось. Также многие из вернувшихся с войны отплыли в Аман, дабы утолить свою скорбь по увядающему миру. Гил-галад погиб в войне, а нолдор в Средиземье почти не осталось, так что наследник титула — Элронд, не носил его.
В Третью Эпоху всё больше эльфов уплывало на Запад, а владычество над Линдоном принял Кирдан, владыка фалатрим. Несмотря на тающее население, Линдон помогал Артэдайну отражать атаки Ангмара (в ходе Ангмарских войн). К концу Третьей Эпохи государство более себя не проявляло. После падения Саурона, число жителей в Линдоне уменьшилось до минимума. В итоге, на самом последнем корабле в Аман уплыл и Кирдан.